# Єкпінди
Єкпінди́ (каз. Екпінді) — село у складі Ілійського району Алматинської області Казахстану. Входить до складу Аксайського сільського округу.
Населення — 3620 осіб (2021; 2012 у 2009, 1885 у 1999, 1827 у 1989).